# Ginkgo in Rödelheim

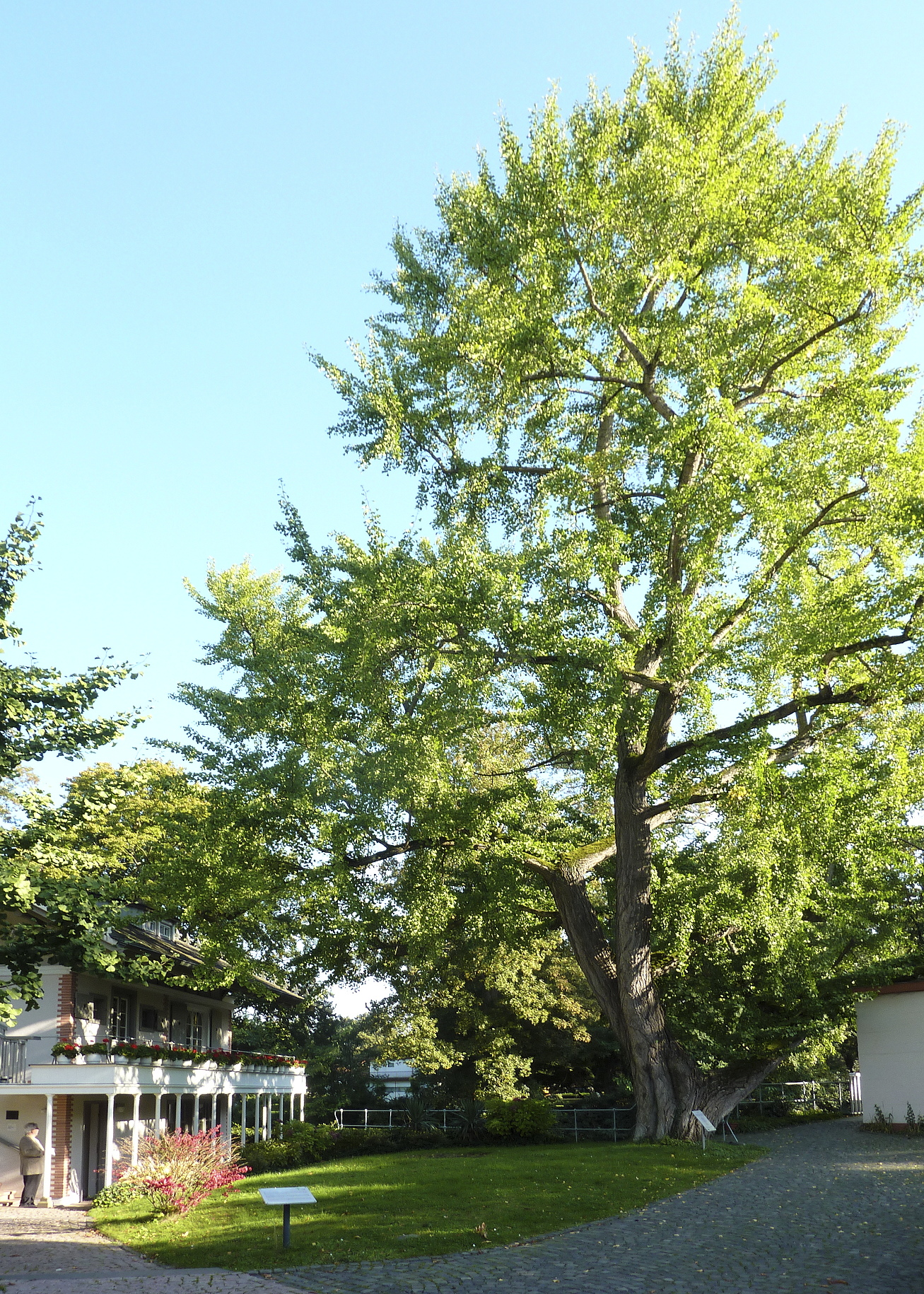
Der Ginkgo in Rödelheim, Ansicht von Westen. Links im Bild das Petrihaus

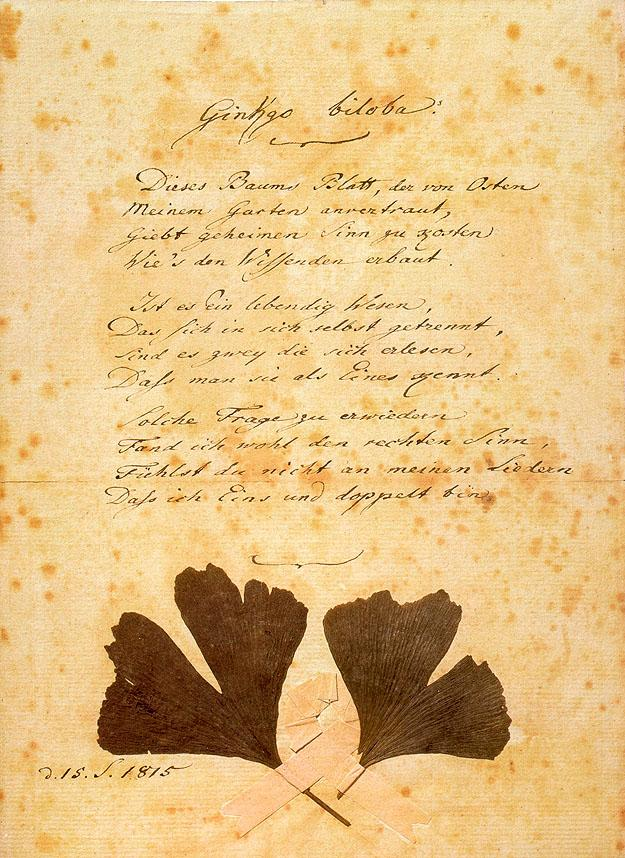
Reinschrift des Goethe-Gedichtes Gingo biloba

Der Ginkgo in Rödelheim ist ein Einzelbaum der aus China stammenden Art Ginkgo biloba in der Stadt Frankfurt am Main. Er wurde etwa im Jahr 1750 neben dem Petrihaus in dem damals zur Grafschaft Solms-Rödelheim gehörenden Ort Rödelheim gepflanzt. Das Haus war zeitweilig Eigentum und Wohnort des Kaufmanns und Bankiers Georg Brentano. Mit einem Alter von über 270 Jahren ist der Baum das älteste Exemplar seiner Art in Deutschland, seine Höhe beträgt etwa 18 Meter. Der Ginkgo in Rödelheim hat den Status eines Naturdenkmals und ist der Öffentlichkeit nur eingeschränkt zugänglich.

## Standort
Der Ginkgobaum steht am südöstlichen Rand des Stadtteils Alt-Rödelheim, auf der Südseite des Petrihauses, nur wenige Meter von diesem entfernt. Der Umkreis von 10 Metern um den Baum steht wie dieser ebenfalls unter Schutz. In unmittelbarer Nachbarschaft, südöstlich an das Grundstück des Petrihauses angrenzend, verläuft der Fluss Nidda, der dort das Wehr Rödelheim (→ Wehr) passiert. An dem dem Grundstück gegenüberliegenden Flussufer liegt der östliche, größere Teil des Brentanoparks, benannt nach der Familie Brentano.

## Vermutungen um Inspiration Goethes durch den Baum
Im September 1814 war der Dichter Johann Wolfgang von Goethe bei der Familie Brentano in Rödelheim zu Gast. Im folgenden Jahr schrieb er sein Gedicht Gingo biloba, Teil seines Werkes West-östlicher Divan. Es wird für möglich gehalten, dass Goethe zu diesem Gedicht durch den Anblick des zu dieser Zeit etwa 65 Jahre alten Baumes angeregt wurde. Eine am Fuß des Baumes stehende Informationstafel legt diese Vermutung nahe. Seine Reinschrift dieses auf den 15. September 1815 datierten Gedichtes, das Goethe seiner späten Liebe, der Frankfurter Bürgerstochter Marianne von Willemer widmete, hatte er mit zwei Ginkgo-Blättern verziert. Diese können jedoch nicht sicher dem Rödelheimer Ginkgobaum zugeordnet werden.

## Verkehrsanbindung

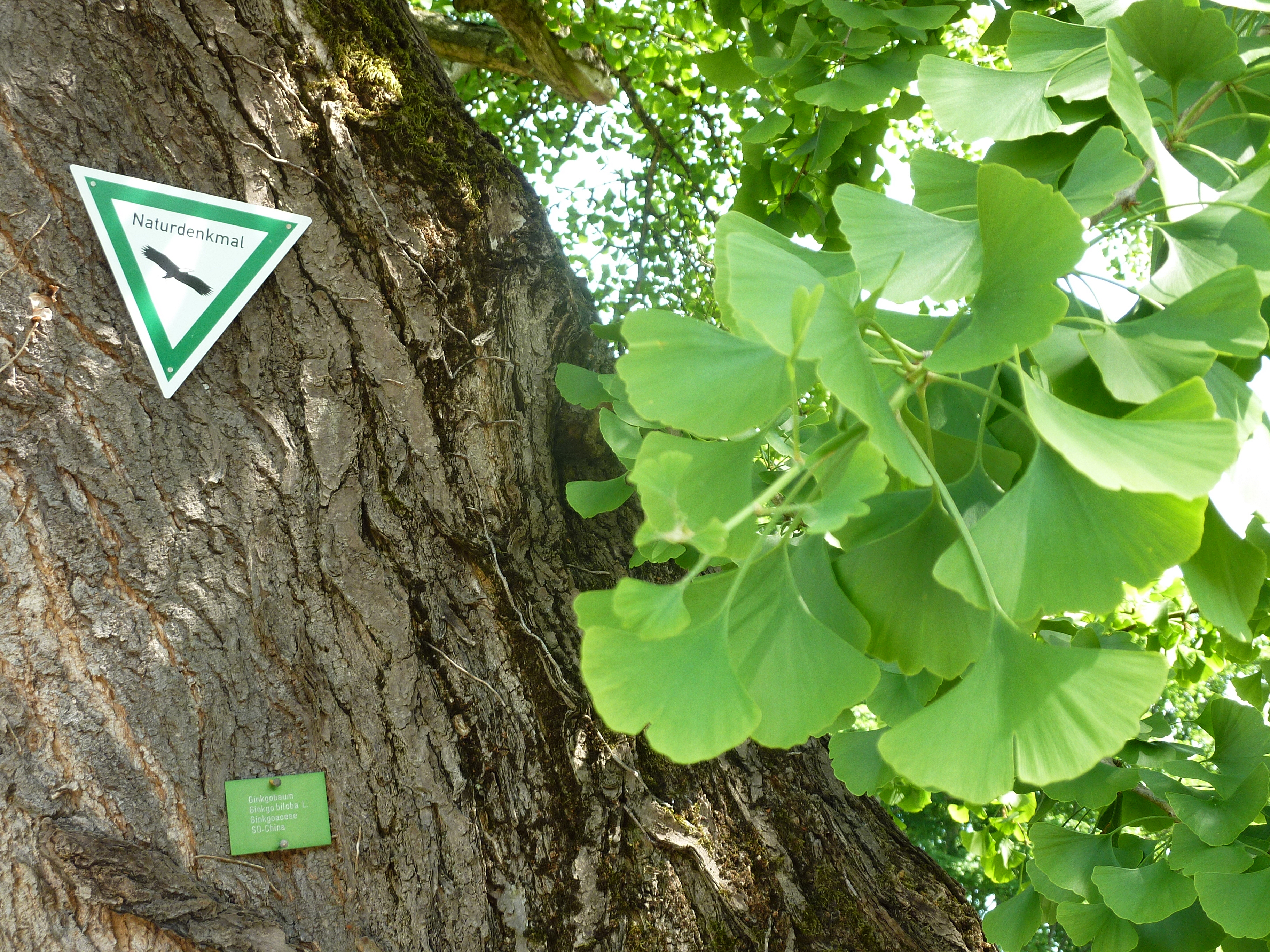
Naturdenkmal-Schild am Stamm des Baumes

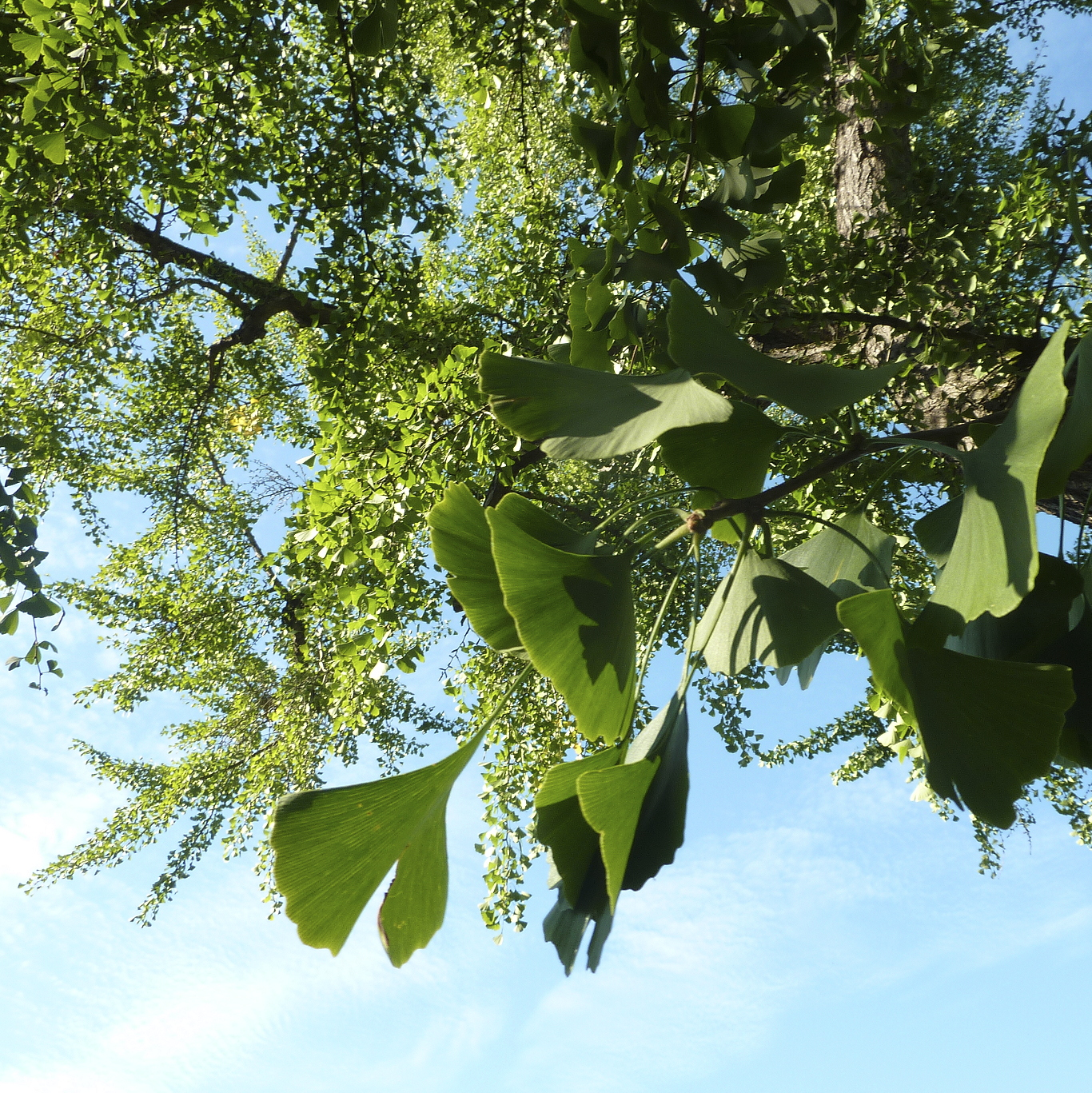
Blick in die Baumkrone

Die dem Petrihaus und damit dem Ginkgobaum nächstgelegene Bushaltestelle der Frankfurter Verkehrsgesellschaft VgF ist die von den Linien 34 und 72 bediente Haltestelle Alt-Rödelheim in wenigen Metern westlicher Entfernung vom Grundstück. Der nächstgelege Haltepunkt der Linien S3–S5 der S-Bahn Rhein-Main ist der Bahnhof Frankfurt-Rödelheim, rund 500 Meter westlich des Petrihauses gelegen.
Das Grundstück des Petrihauses, das Gebäude und der Rödelheimer Ginkgo sind für die Öffentlichkeit nur zu Veranstaltungen des Fördervereins Petrihaus sowie von Frühjahr bis Herbst an den Nachmittagen des jeweils letzten Sonntags eines Monats zugänglich. Einer der Zugänge zum Grundstück führt auf einem schmalen, gesicherten Steg über das Wehr Rödelheim.